# Мавзолей Джахангира
Мавзолей Джахангира (урду مقبرہ جہانگیر‎) — мавзолей XVII века, построенный для могольского императора Джахангира. Он датируется 1637 годом и расположен в Шахдаре Баге, районе Лахора (Пенджаб, Пакистан), на берегу реки Рави. Мавзолей славится своими интерьерами, богато украшенными фресками и мрамором, а его экстерьер отделан флорентийской мозаикой. Гробница, наряду с прилегающими Акбари-Сараем и гробницей Асаф-хана, является частью ансамбля, который в настоящее время находится в предварительном списке всемирного наследия ЮНЕСКО.

## Расположение
Мавзолей расположен в Шахдаре Баге, к северо-западу от Старого города Лахора. Он находится по другой берег реки Рави от Лахора, в сельской местности, известной своими многочисленными садами для развлечений. Гробница расположена в Дилкуше, саду удовольствий Нур-Джахана, созданном в 1557 году. Гробница Асаф-хана, возведённая в 1645 году, и Акбари-Сарай, построенный в 1637 году, стоят непосредственно к западу от комплекса гробниц Джахангира, и все три образуют ансамбль, ориентированный по оси восток-запад. Ещё один из памятников Шахдары Баги, гробница Нур-Джахан, жены Джахангира, находится немного юго-западнее гробницы Асаф-Хана.

## Предыстория
Гробница была построена для Джахангира, правившего Империей Великих Моголов с 1605 по 1627 год. Он умер в предгорьях Кашмира близ города Раджаури 28 октября 1627 года. Похоронная процессия с его телом, следовавшая из Кашмира, прибыла в Лахор в пятницу, 12 ноября 1627 года. Сад Дилкуша, на территории которого он был похоронен, был «любимым местом» Джахангира и его жены Нур-Джахан, когда они жили в Лахоре. Его сын, новый император Шах-Джахан, приказал возвести в честь своего отца «мавзолей, подобающий императору».

## История
Хотя современные историки приписывают строительство мавзолея Джахангира его сыну Шах-Джахану, он, возможно, был результатом замысла Нур-Джахан. Вдохновляясь архитектурой мавзолея своего отца, она, по некоторым сведениям, разработала проект гробницы Джахангира в 1627 году и, возможно, даже помогала финансировать его. Строительство началось в 1627 году и потребовалось 10 лет для его завершения.
Согласно сикхским судебным записям в 1814 году в усыпальнице были проведены ремонтные работы. Однако комплекс гробниц также был осквернён во времена правления сикхов, когда они были разграблены армией Ранджита Сингха, а их строительные материалы использовались для украшения Хармандир-Сахиба в Амритсаре. Затем разграбленные здания комплекса были переоборудованы в частную резиденцию одного из военачальников Ранджита Сингха, сеньора Омса, также известного как Муса Сахиб. Ранджит Сингх также приказал похоронить Мусу Сахиба на территории мавзолея после смерти того от холеры в 1828 году. К 1880 году получило распространение мнение, что мавзолей Джахангира некогда был увенчан куполом или вторым ярусом, который был снесён армией Ранджита Сингха. Но не было обнаружено никаких доказательств того, что купол или второй ярус мавзолея Джахангира когда-либо существовали.
Ансамбль памятников Шахдары ещё больше пострадал при британском владычестве, когда между гробницами Асаф-хана и Нур-Джахан была проложена железнодорожная линия. Впрочем, англичане также и реставрировали мавзолей Джахангира в 1889—1890 годах.
Наводнения, становившееся следствием разлива близлежащей реки Рави, угрожали или повредили участок мавзолея в 1867, 1947, 1950, 1954, 1955, 1957, 1958, 1959, 1962, 1966, 1973, 1976, 1988, и 2010 годах. Во время наводнения 1988 году вода покрывала большую его часть на уровне трёх метров в течение 5 дней.

## Архитектура
Мавзолей Джахангира был возведён в могольским стиле под влиянием персидской архитектуры в стиле Сефевидов, которая, возможно, получила распространение в Империи Великих Моголов благодаря Нур-Джахан, происходившей из персидской знати. Мавзолей имеет форму тахтгаха (гробницы, возведённой на пьедестале, который выступает в качестве тахта или «трона»).
Как и в гробнице Акбара Великого, в мавзолее Джахангира отсутствует центральный купол, поскольку падишах, по некоторым сведениям, напрямую запретил возведение его над своей могилой. Купола впервые были использованы в могольской погребальной архитектуре при строительстве мавзолея Хумаюна и стали вновь возводиться уже при Шах-Джахане.